# Cleora rasanaria
Cleora rasanaria là một loài bướm đêm trong họ Geometridae.